# 暗罗
暗罗（学名：Polyalthia suberosa）是番荔枝科暗罗属的植物。分布于菲律宾、泰国、老挝、斯里兰卡、马来西亚、缅甸、新加坡、印度、越南以及中国大陆的海南、广东、广西等地，多生长于山地疏林中，目前尚未由人工引种栽培。

## 别名
眉尾木（海南儋县）；山观音（海南万宁）；老人皮（海南兴隆）；鸡爪树（海南海口）